# Hendrik XIX Reuß oudere linie
Hendrik XIX Reuß van Greiz (Offenbach 1 maart 1790 - Greiz 31 oktober 1836) was van 1817 tot aan zijn dood vorst van Reuss oudere linie.

## Levensloop
Hendrik XIX was de tweede, oudst overlevende zoon van vorst Hendrik XIII Reuss van Greiz uit diens huwelijk met Louise van Nassau-Weilburg, dochter van vorst Karel Christiaan van Nassau-Weilburg. In 1817 volgde hij zijn vader op als vorst van Reuss-Greiz, hetgeen hij bleef tot aan zijn overlijden in 1836.
In 1819 liet hij tegenover het Unteres Schloss van Greiz door architect Willem Pöhl de zogenaamde Alte Wache bouwen, waar tot 1918 de slotwachten werden ondergebracht.
Op 7 januari 1822 huwde Hendrik in Praag met Gasparine (1798-1871), dochter van prins Karel de Rohan-Rochefort. Om haar te eren richtte hij op de Alexandrinenberg in Greiz een kapel, de zogeheten Gasparinentempel, op. Omdat zijn echtgenote het katholieke geloof aanhing, liet de vorst de Porzellanrotonde in het park van Greiz omvormen tot katholieke kapel. Vorstin Gasparine was ook de stichtster van een katholieke gemeenschap in Greiz.
Omdat Hendrik XIX slechts twee dochters had, werd hij na zijn dood in 1836 als vorst van Reuss-Greiz opgevolgd door zijn broer Hendrik XX.

## Nakomelingen
De twee dochters van Hendrik XIX en Gasparine de Rohan-Rochefort waren:
- Louise Carolina (1822-1875), huwde eerst in 1842 met prins Eduard van Saksen-Altenburg en daarna in 1854 met vorst Hendrik IV van Reuss-Köstritz
- Elisabeth Henriette (1824-1861), huwde in 1844 met vorst Karel Egon III van Fürstenberg